# Ljungströmrigg

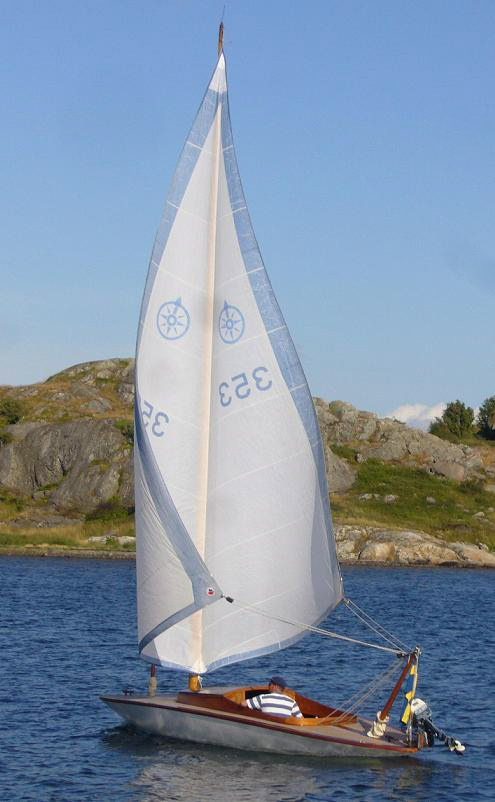
Ljungströmkryssaren Vingen 10. Foto: 2010.

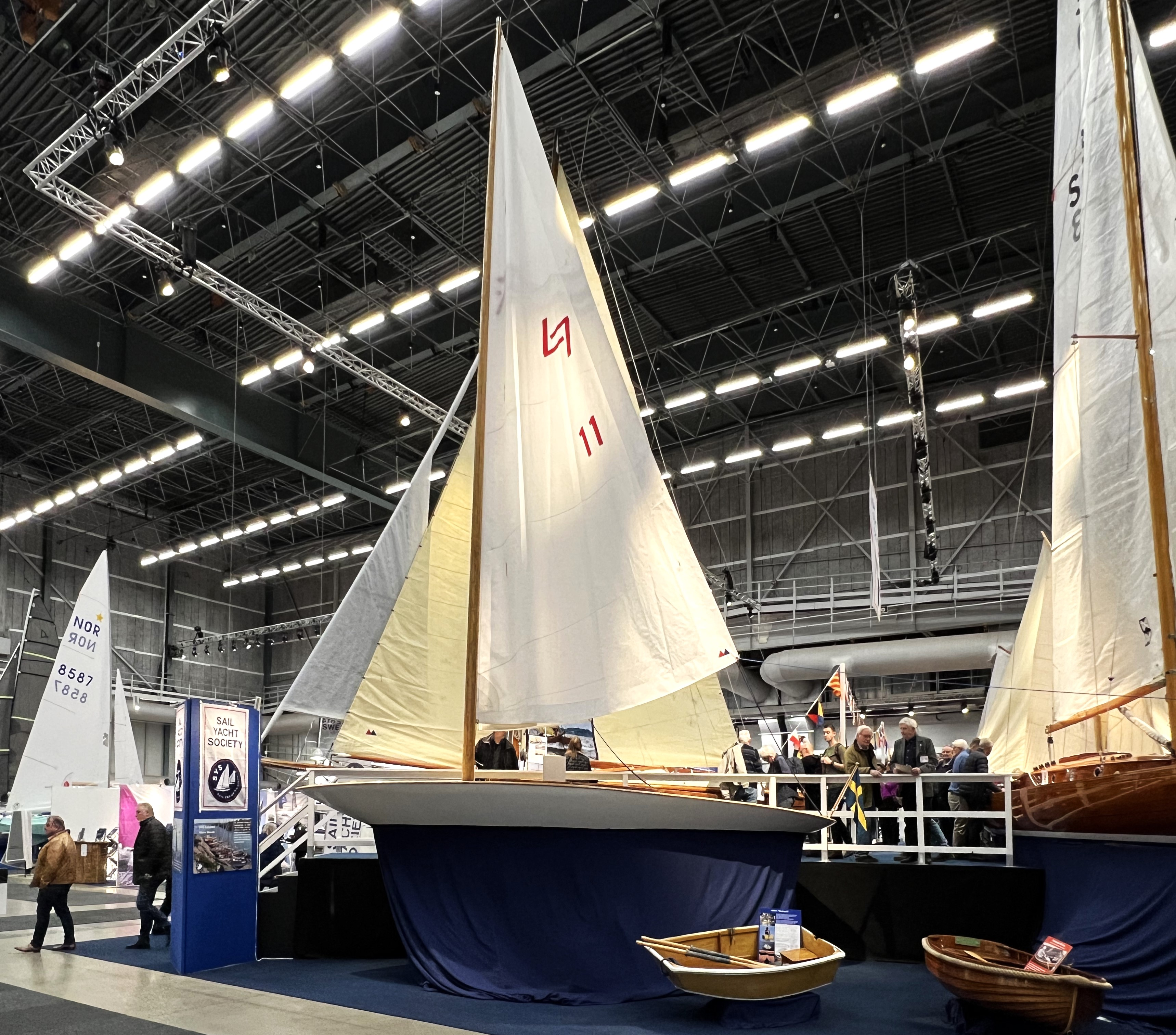
Ljungströmkryssaren Dobra Kusa från 1947 på båtmässan Allt för sjön i Stockholm i mars 2024.

Ljungströmrigg är benämningen på Fredrik Ljungströms rigg med dubbla storsegel och roterande mast, men utan bom, försegel, förstag och vant. De tidiga modellerna av Ljungströmkryssare hade akterstag men detta slopades runt 1945, före Vingen 12.
Ljungströmriggen står sig bra mot samtida konkurrenter på kryss och läns men är sämre på halvvind och slör. Dess syfte och största fördelar är dock dess säkerhet och enkla hantering.

## Beståndsdelar

### Historik
Ljungströmriggen togs fram 1933 av ingenjör Fredrik Ljungström för att förbättra säkerheten till sjöss. Familjen hade varit nära olyckor med den traditionellt riggade Ebella, sedermera omdöpt till Beatrice Aurore, då man i hårt väder hade nödgats gå upp på däck för att reva seglen. Ljungström vände sig emot tanken att behöva äventyra sin besättnings säkerhet och konstruerade en bomlös rigg som sköts helt från sittbrunnen.

### Masten
Masten är av limmat kvistfritt virke, konisk och utan stag och vant. Bom, spiror, gafflar, spridare och andra rundhult saknas helt. Masten är kullagrad på två ställen, där den står på skrovets botten och där den stöttas av däcket, och kan därigenom roteras fritt. Rotationen skapas genom att en krage med ett V-spår fästs på masten under däck. Runt denna krage spänns en ändlös slinga, ett långsplitsat tåg, som via block drivs med en handvev eller en elektrisk motor. På detta sätt rullas seglet upp på masten vid revning eller avslutad segling. Som en följd av mastens konicitet kommer skothornet att hamna högre och högre ju närmare masten det kommer. Masten är ihålig, dels för vikten (max 4,5 % av en kölbåts deplacement), dels för fallet som ska löpa inuti masten, och tillverkas därför i två hälfter. I toppen sitter ett metallbeslag med trissa för fallet som sedan löper inuti masten och kommer ut under däck där en trissa sitter under mastroten. Mastroten är konisk för att masten ska stå stadigt i det undre lagret.
I höjd med däcket har masten en lätt "flaskhals" som det övre lagret vilar på. Med hjälp av ett beslag hålls det övre lagret på plats och därmed hindras masten från att lyftas ur det undre lagret.

### Seglet
En Ljungströmrigg har vanligen två, i mastliket, sammansydda segel. På alla bogar utom platt läns ligger dessa segel tätt ihop. I den osannolika händelse att ett av seglen skulle sköras fungerar det andra fortfarande och båten kan på ett säkert sätt ta sig i hamn.
Ljungströmriggens segel jämförs ofta med ett stagsegel med den stora skillnaden att masten böjer sig omvänt mot staget. Detta måste kompenseras för så att förliket ges en buk som är <30 % av masttoppens utböjning, cirka 2 % av förlikets längd. Eftersom seglet är hissat hela säsongen är det lämpligt att under- och akterlik består av UV-tålig duk som täcker hela masten i inrullat tillstånd.

### Skotning
De två seglen har var sitt oberoende skot. På tidigare modeller satt blocken i däckets aktersta område men senare förbättrades skotningen med en skotstake som höjde skotpunkten cirka en meter. Vissa modeller har skotvinsch. På Vingen 10 har vart segel ett enkelblock i skothornet och ett dubbelblock på staken. Ljungströmriggens storhet ligger, förutom enkelheten och säkerheten, i att ingenjörens kunskaper om strömning användes. Masten vrides så att seglet ligger an på masten i lä. Härmed minimeras turbulent strömning på mastens läsida och det för framdrivningskraften så viktiga undertrycket blir i det närmaste ostört. Detta var helt nytt för den tiden och gjorde att en båt med Ljungströmrigg gick högre i vind än sina samtida konkurrenter. Dagens profilerade master löser detta enklare men knappast effektivare. Ljungströmriggens paradnummer är dock på plattläns då de bägge seglen fälls ut som fjärilsvingar och skotas på var sin sida. Till funktionen samma som en spinnaker men utan extra bommar och gajar, upp- och nedhalare.

### Bildgalleri

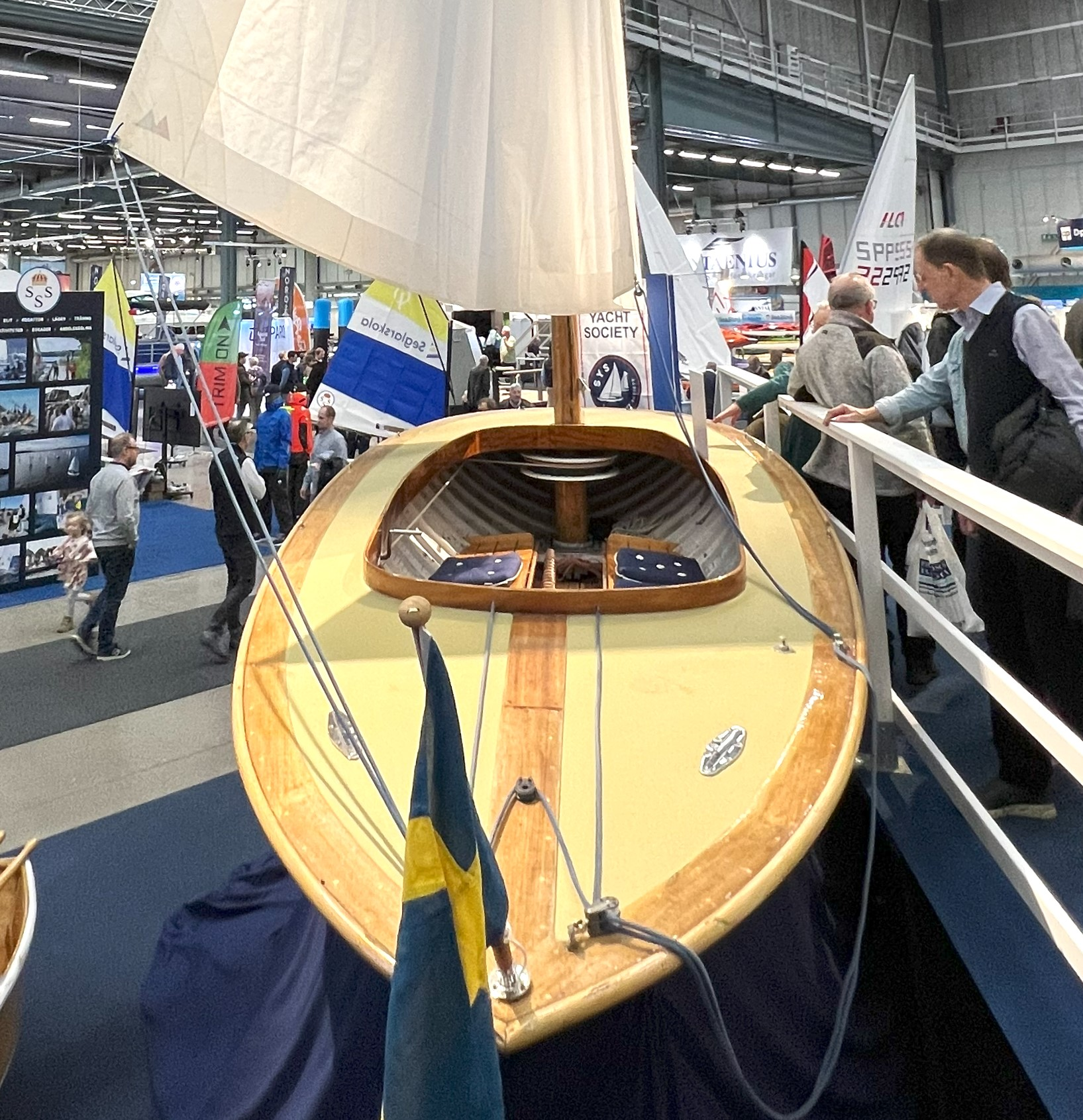
Ljungströmkryssaren Dobra Kusa från 1947 med en genomgående, roterande mast, utställd på båtmässan Allt för sjön i Stockholm i mars 2024
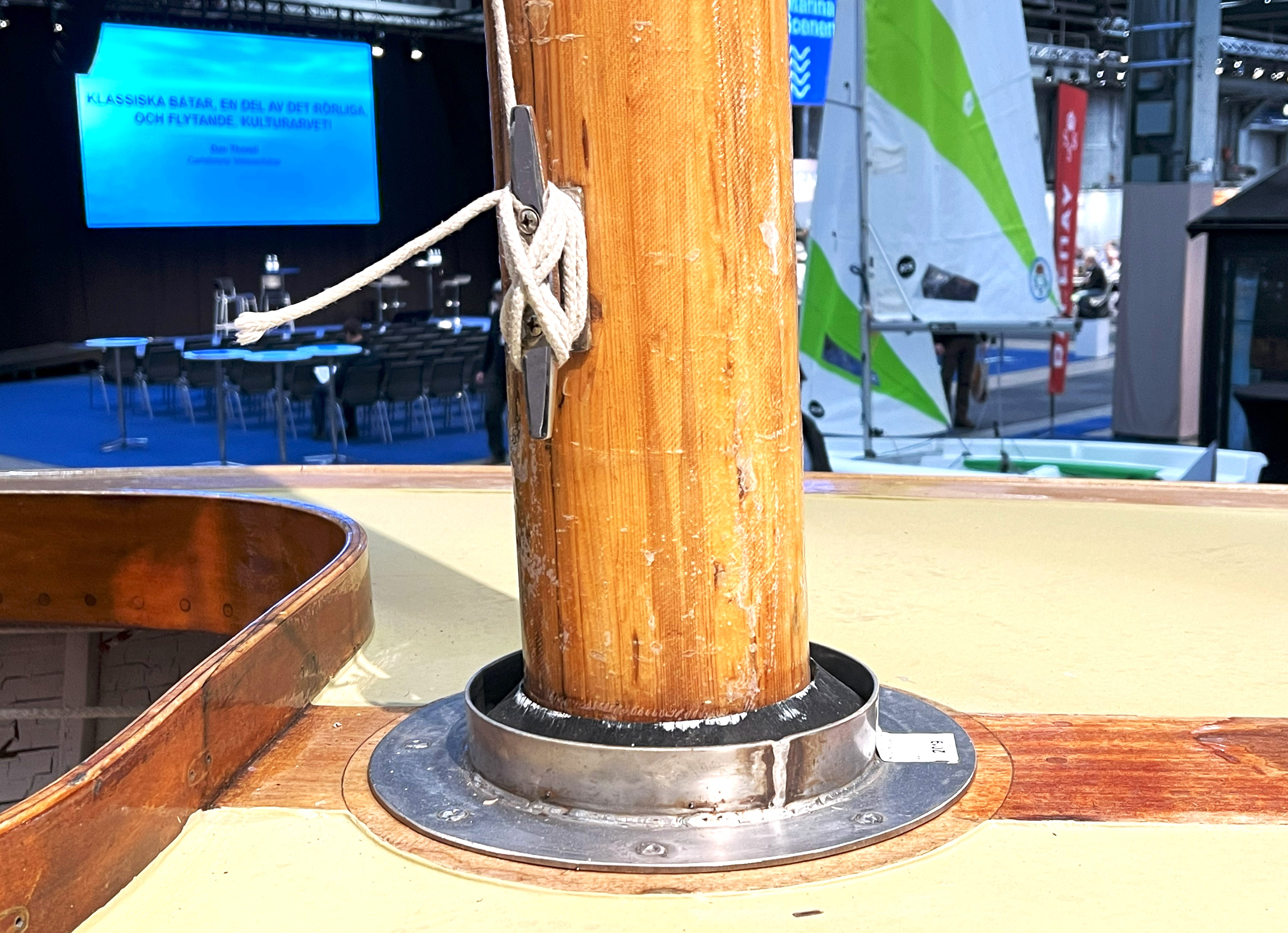
Foten till en roterande mast
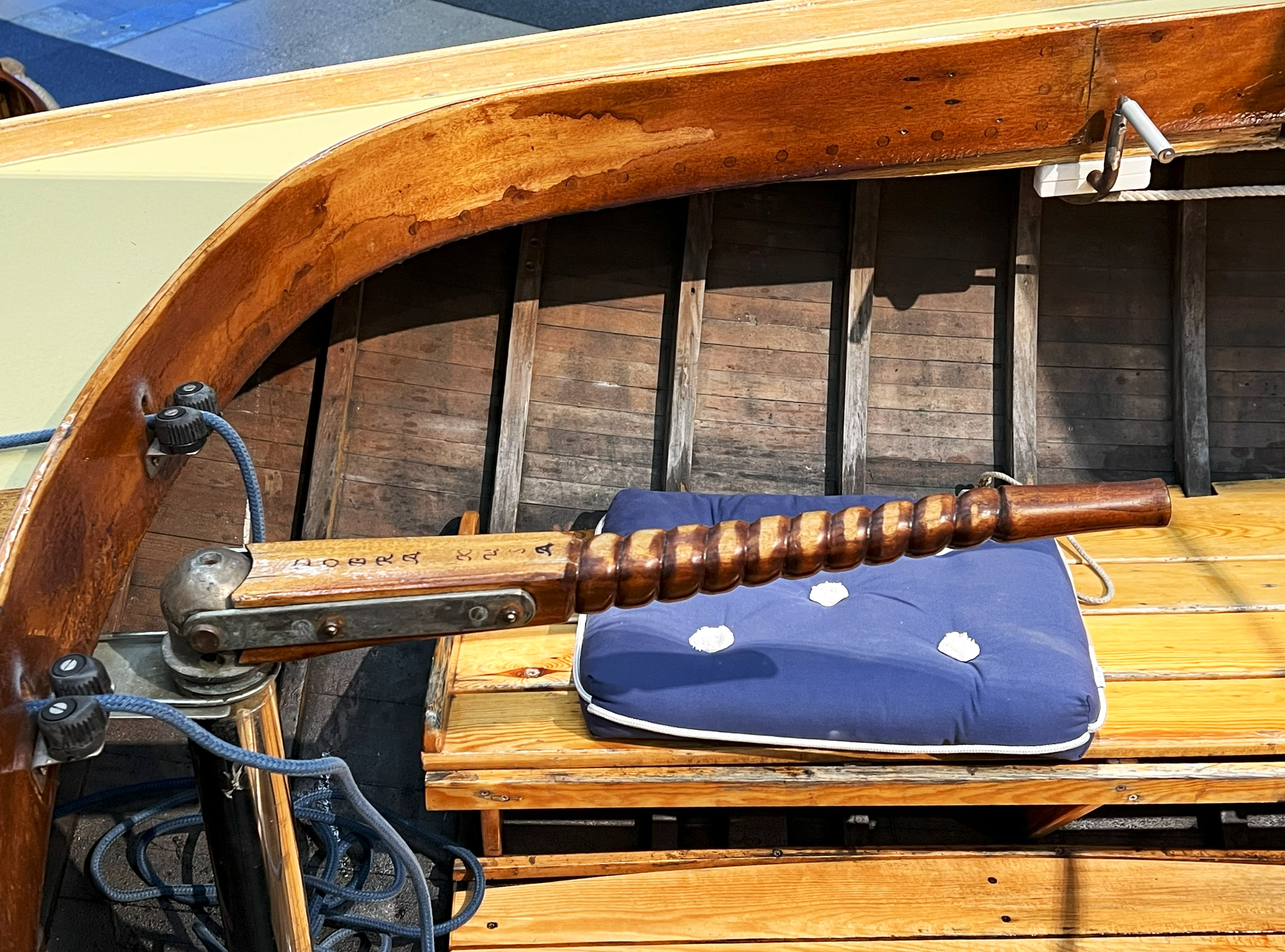
Sittbrunnsdetaljer på Dobra Kusa
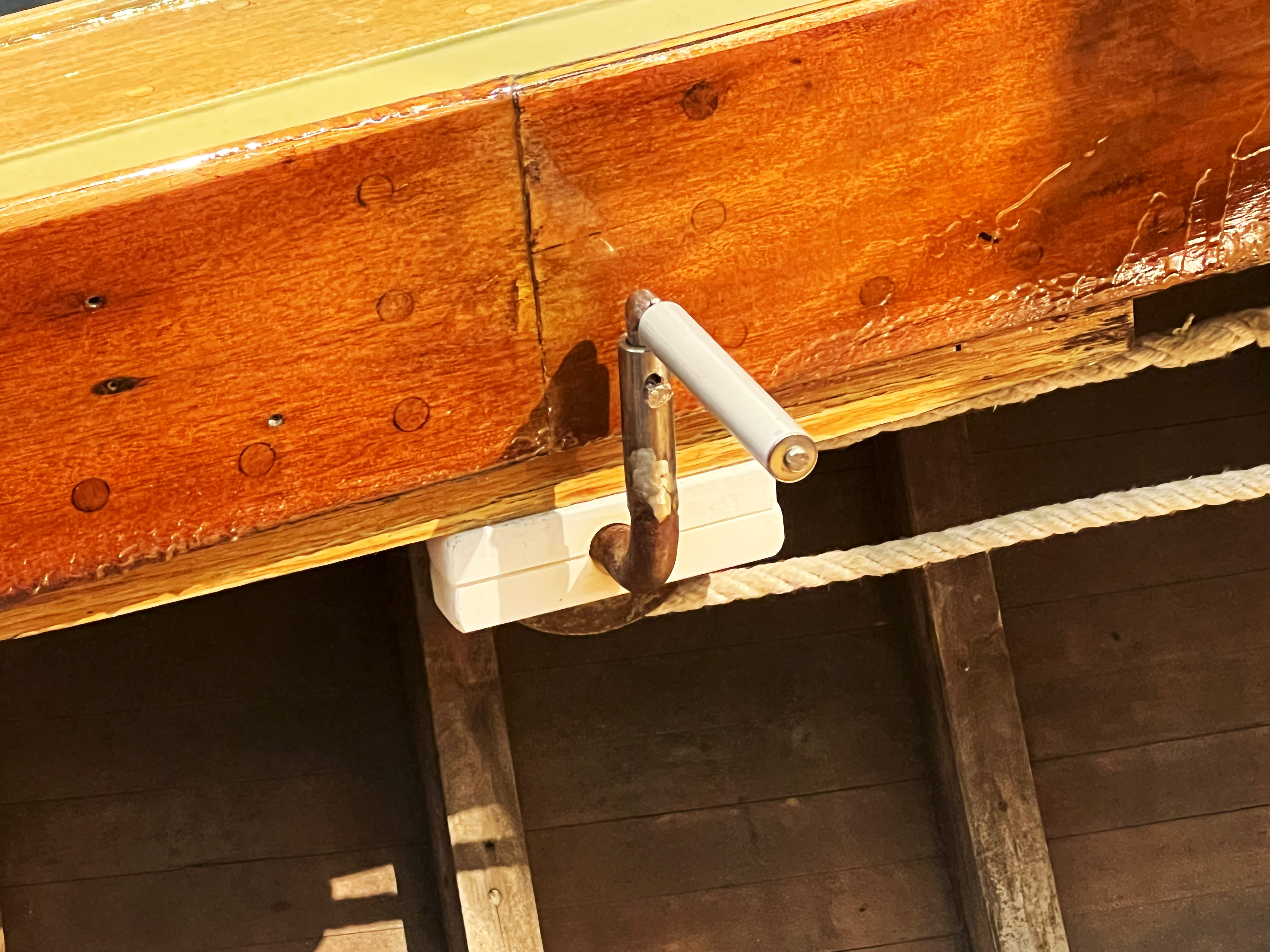
Vinschen på Dobra Kusa